# Двойная углеродная дуговая сварка
Двойная углеродная дуговая сварка, в отличие от углеродной дуговой сварки с одним электродом, проводится с возбуждением дуги между двумя углеродными электродами в специальном держателе. Два электрода, после касания, разводятся, при этом загорается и поддерживается электрическая дуга.  
Размер дуги зависит от расстояния между электродами, диаметра электродов и от сварочного тока. Выделяемое тепло можно регулировать, изменяя размер дуги или расстояние между дугой и изделием. После возникновения дуги, сварка может осуществляться таким же образом, как и в TIG процессе.
Двойную углеродную дуговую сварку рекомендуется использовать при питании переменным током. При постоянном токе, положительный электрод будет быстрее разрушаться по сравнению с отрицательным, потому что две трети от общего тепла выделяются на положительном полюсе. Это приведет к нестабильности дуги и потребует частой смены электродов. При сварке переменным током оба электрода будут работать одинаково. 
Величина тока дуги, необходимая для сварки, зависит от диаметров обоих электродов  и толщины заготовок. Например, при диаметре 8 мм необходим ток около 65 ампер для сварки мягкой листовой стали толщиной 3.5 мм и 80 ампер - для сварки листа толщиной 6 мм.

## Преимущества
Двойная углеродистая дуговая сварка обладает тем преимуществом, что дуга может быть перемещена в любую точку изделия без ее гашения. Кроме того, заготовки не являются частью электрической цепи. При двойной углеродной дуговой сварке уменьшается потеря металла - образуется меньше угара и брызг.

## Внешние ссылки
- Сварка двумя электродами
- http://www.roadkillcustoms.com/hot-rods-rat-rods/welding/Ch6.asp